# Joan Lluís Oms
Joan Lluís Oms va néixer el segle xvi. Fou cavaller i doctor en dret i catedràtic de Cànons. Entre 1591-1592 va ser nomenat rector de l'Estudi General de Barcelona. Era especialista en antiguitat clàssica, matèria sobre la qual va escriure diversos estudis històrics en llatí. Va morir al segle xvii.